# Священник диявола
«Священник диявола» (англ. The Devil's Chaplain) — німий фільм 1929 року режисера Дюка Ворна. Сценарій написаний Артуром Герлем та Джорджем Бронсоном Говардом. Фільм спродюсований Тремом Карром, та випущений компанією Rayart Pictures.

## Актори
| Актор                | Роль            |
| -------------------- | --------------- |
| Корнеліус Кіф        | Йорк Норрей     |
| Вірджинія Браун Фейр | принцеса Тереза |
| Джозеф Свікард       | король          |
| Борис Карлофф        | Борис           |
| Вілер Окман          | Ніколай         |
| Ліланд Карр          | Іван            |
| Джордж Макінтош      | принц           |